# Ptujsko-ormoški naddekanat
Ptujsko-ormoški naddekanat je rimskokatoliški naddekanat Nadškofije Maribor.
13. decembra 2006 je bila iz njega izločena Dekanija Lenart v Slovenskih goricah, ki je postala sestavni del novonastalega Slovenjegoriškega naddekanata. Ob tej priložnosti je bil dotedanji Ptujsko-slovenjegoriški naddekat preimenovan v Ptujsko-ormoški naddekanat.

## Dekanije
- Dekanija Ptuj
- Dekanija Velika Nedelja
- Dekanija Zavrč

Na spletni strani Nadškofije Maribor je objavljeno: »v smislu preoblikovanja pastoralnih struktur v mariborski nadškofiji mesta naddekanov v obdobju 2021 - 2026 niso zasedena.« 